# Honda Super Cub
Die Honda Super Cub, auch bekannt als Honda Cub, Honda 50 oder Honda C 100, ist ein kleines Motorradmodell mit Viertaktmotor, gefertigt von Honda Motor Co. Ltd. in Japan und von Lizenznehmern in Ost- und Südostasien.

## Bedeutung
Die Honda Super Cub ist das meist produzierte Motorradmodell der Welt und mit seiner Stückzahl von über 100 Millionen im Oktober 2017 auch – noch vor dem Fiat 124 (mit Lizenznachbauten), dem VW Käfer und dem Ford Model T – das meistgebaute Kraftfahrzeug der Erde.

## Modellgeschichte
Das Modell Honda Super Cub debütierte 1958, 10 Jahre nach Gründung der Honda Motor Co. Ltd. Der Name Cub ist ein Akronym für Cheap Urban Bike, es wurde als preiswertes Fahrzeug für Großstädte konzipiert. Gebaut wurde sie mit dem Typcode C 100 ab dem Frühjahr 1958 und ab 1960 auch als C 102 im Honda-Werk von Suzuka.
Die Fertigung der Honda Cub wurde ein wichtiges Ereignis in der japanischen Automobilgeschichte, weil es den Beginn des Eroberungszuges japanischer Technik markiert. Mehr als 100 Millionen Honda Cubs wurden weltweit seit der Modellentstehung gebaut und verkauft, vorrangig in Asien und Europa, sie werden weiterhin vor allem in Asien produziert, weil sie kostengünstig sind in Anschaffung und Unterhalt.
Der Name verweist auch auf ein kleines Flugzeug, die Piper Cub, ein Leichtflugzeug der 1930er Jahre, das viele der mechanischen Qualitäten mit der kleinen Honda teilte.
Honda hat als einer der ersten Hersteller hoch drehende Viertaktmotoren mit größerer Leistung bei hoher Lebensdauer gefertigt, während die Konkurrenz noch ausschließlich auf Zweitaktmotoren setzte. Es gab damals auch interne Kritik an der Machbarkeit des Super-Cub-Projektes, doch trotz dieser Bedenken wurde die 49 cm³-Maschine das erfolgreichste Motorfahrzeug der Geschichte. Die Verkäufe der Honda Cub trugen einen großen Anteil am Gewinn des Unternehmens.
Honda warb in den USA mit den Slogan: You meet the nicest people on a Honda (Sie treffen die nettesten Leute auf einer Honda), was das schlechte Image der zweiradfahrenden Rocker korrigieren und den kleinen Maschinen auf dem Massenmarkt zu mehr Akzeptanz verhelfen sollte.
Mitte der 1960er Jahre bekam der Motor der Honda Cub statt einer „unten“ (seitlich in Motorblock) liegenden Nockenwelle eine obenliegende  Nockenwelle (im Zylinderkopf) und es gab leistungsstärkere Versionen mit 70 und 90 cm³ großem Hubraum. Als in den 1970er Jahren die US-Regierung aus Umweltschutzgründen die Verwendung kontaktloser elektronischer Zündanlagen vorschrieb, baute Honda eine elektronische Kondensatorzündung (CDI) anstatt der bisherigen kontaktgesteuerten Zündungen ein.
In den 1980er Jahren kam ein größeres 100-cm³-Modell GN-5 heraus, das speziell für den asiatischen Markt gebaut wurde. Es ist das Ergebnis einer Modellpflege mit einer vorderen Teleskopgabel und einem Viergang-Getriebe als Ersatz des Dreiganggetriebes. Die 100-cm³-Modelle wurden unter dem Namen Honda Dream in Thailand und als Honda EX 5 in Malaysia vertrieben.
In den späten 1990er Jahren brachte Honda die NF-Serie Honda Wave Series auf den Markt. Diese hatten einen Stahlrohrrahmen, eine vordere Scheibenbremse und Kunststoffverkleidungen. Es gab sie mit 100 cm³, 110 cm³ und 125 cm³ Hubraum. Die Produktion von Honda Cubs läuft weiterhin.
In Vietnam ist die Super Cub so populär, dass xe Honda als Gattungsname für Motorrad üblich ist.
Im Jahr 2006 wurden in einer Dokumentation über die Motorradgeschichte die zehn besten jemals gebauten Motorräder gewählt, die Honda Cub errang dort den ersten Platz und wurde zum „größten Motorraderfolg aller Zeiten“ ernannt.

## Beispiel für den Alltagsgebrauch
Insbesondere in Asien ist die Maschine aus dem Alltag nicht wegzudenken und wird als Lastenesel und Universaltransporter genutzt.

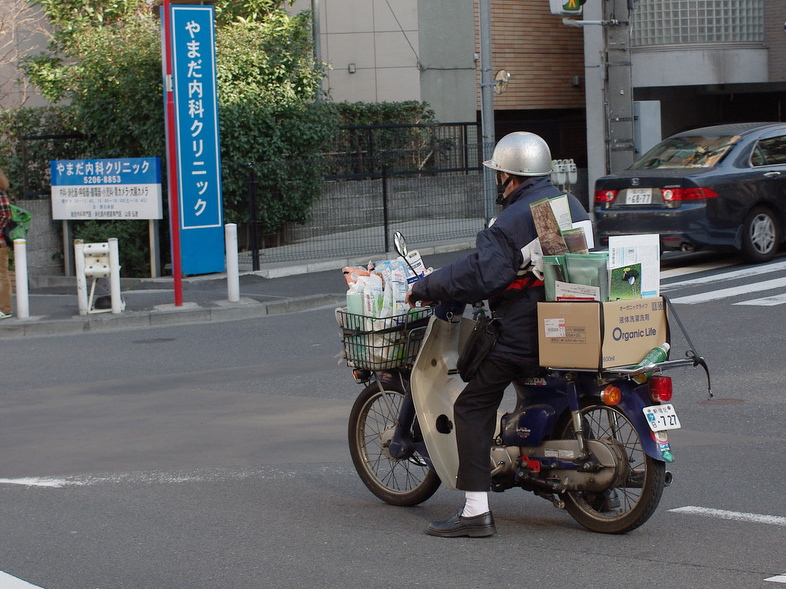
Einsatz als Transportgerät in Tokyo
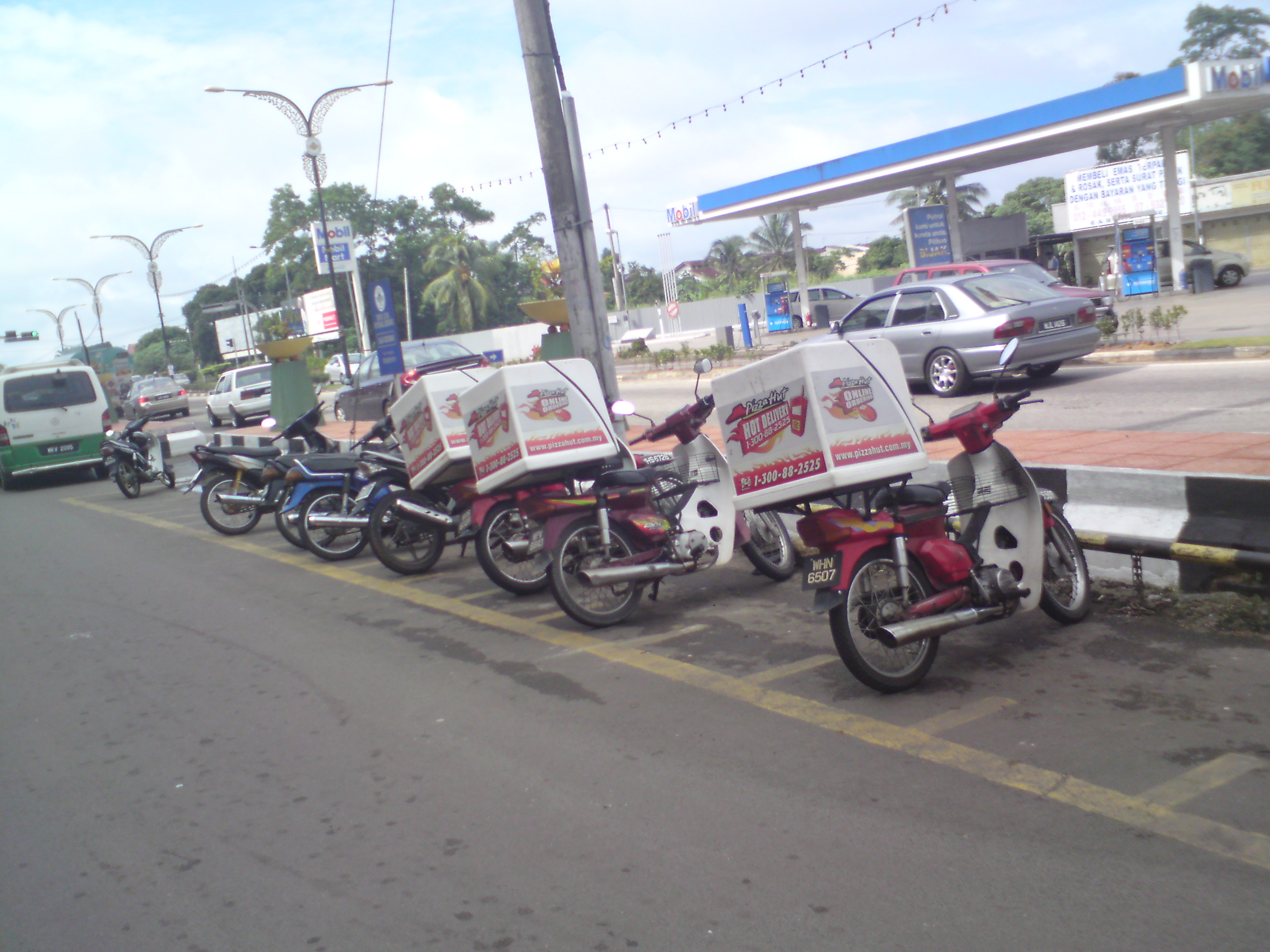
Super Cub Flotte eines Lieferservice in Malaysia.
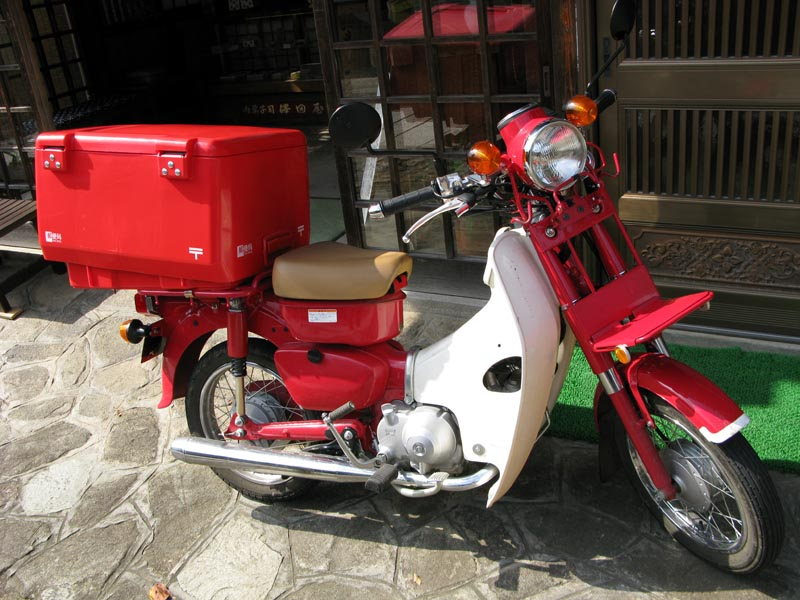
Version der japanischen Post
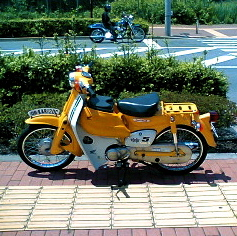
Modell Street
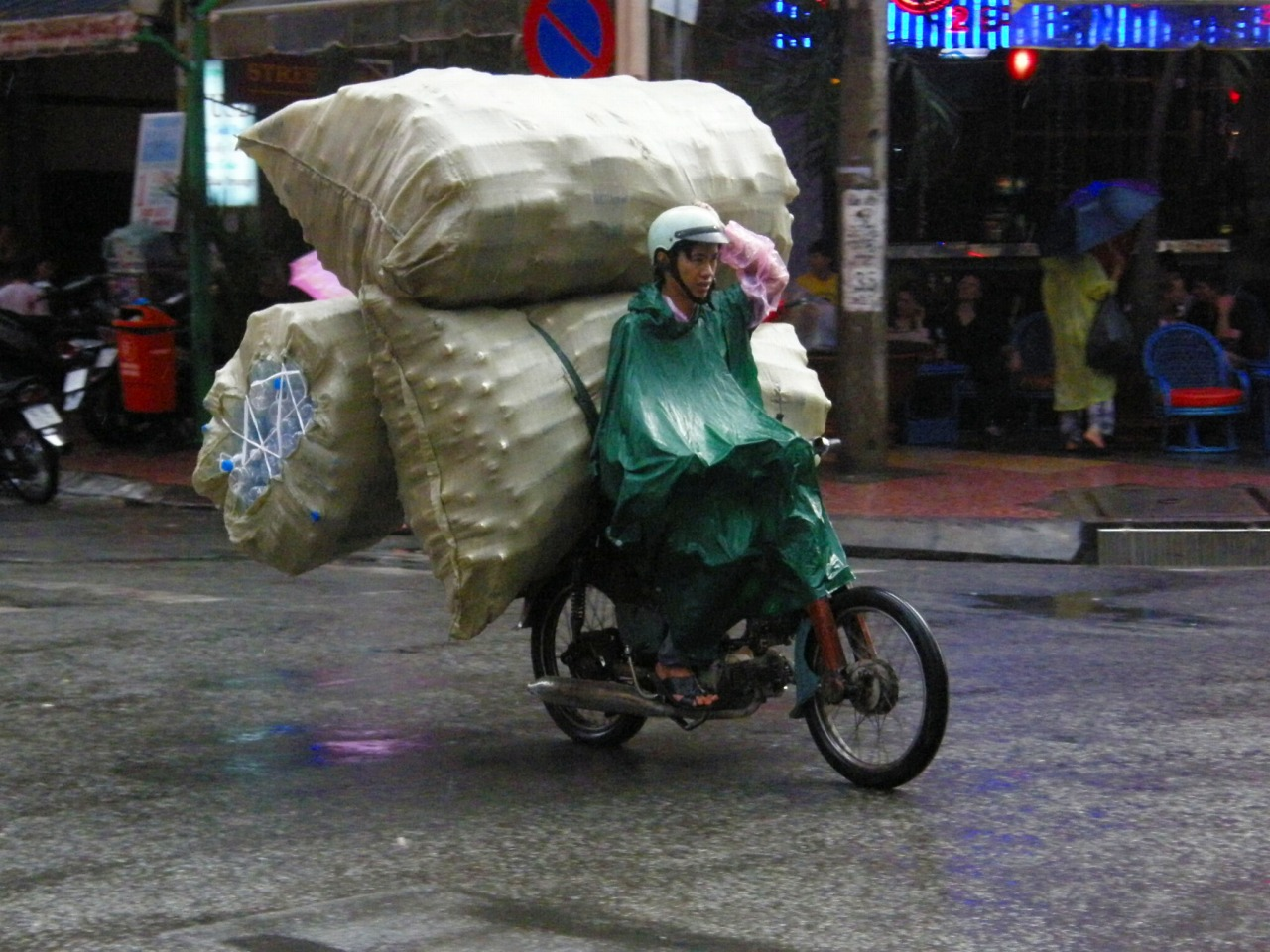
Als Transporter in Ho Chi Minh Stadt

## Gründe für den Erfolg
- Günstiger Preis
- Für Anfänger leicht zu fahren wegen der automatischen Kupplung
- die Nutzung eines Viertaktmotors erlaubt es, auch strengere Umweltgesetze zu erfüllen
- angenehmer Motorklang; leise im Vergleich zu Zweitaktern
- Befähigung zur Mitnahme auch schwererer Lasten. In Entwicklungsländern, speziell in Asien, wird die Honda Cub genutzt

Die Honda Super Cub wurde außerdem zum Greatest Ever Motorcycle in Discovery Channel’s Serie Greatest Ever ernannt und schlug dabei prominente Motorrad-Hersteller wie Harley-Davidson, Triumph und Ducati.

## Technik
Die Grundkonstruktion mit gepresstem Stahlschalenrahmen, der den Motor mit den unterschiedlichen Hubraumvarianten und die Mehrscheiben-Fliehkraftkupplung im Ölbad aufnimmt, blieb über die Jahre unverändert. Auf die frühen Modelle mit Kontaktzündung folgten ab den 1970er Jahren Modelle mit elektronischer Magnetzündung. Radführung und Federung übernahm vorn zunächst eine geschobene Kurzschwinge und später auch eine Telegabel. Das Hinterrad wird von einer einfachen Schwinge geführt. Angelassen wird per Kickstarter, optional mit Elektrostarter.